# 藤田五郎 (歴史学者)
藤田 五郎（ふじた ごろう、1915年9月28日 - 1952年12月7日）は、日本の経済史学者。
広島県広島市生まれ。日本史学者・藤田精一の五男。1939年3月、東京帝国大学経済学部商業学科卒業。1940年福島高等商業学校助教授、翌年教授。戦後は福島大学商学部助教授になり、1951年には広島大学助教授に転じる。マニュファクチュア論を引き継ぎ、日本における封建制から資本主義への意向を論じた。1952年に「日本封建社会の経済的構造」により、東北大学から経済学博士の学位を授与されるが、同年に37歳で死去した。没後1953年『封建社会の展開過程』で毎日出版文化賞を受賞。

## 著書
- 『会津蒲生氏の財政政策一班 会津地方経済史資料蒐集旅行の一齣』 福島高等商業学校研究調査課東北経済研究科、1942 (東北地方社会経済史研究叢書)
- 『日本近代産業の生成』 日本評論社、1948
- 『近世封建社会の構造』 日本絶対主義形成の基礎過程 羽鳥卓也共著 お茶の水書房、1951
- 『封建社会の展開過程』 日本における豪農の史的構造、有斐閣 1952
- 『近世経済史の研究』 御茶の水書房、1953
- 『藤田五郎著作集』 全5巻 御茶の水書房、1970-1971